# Stockholmshäxan

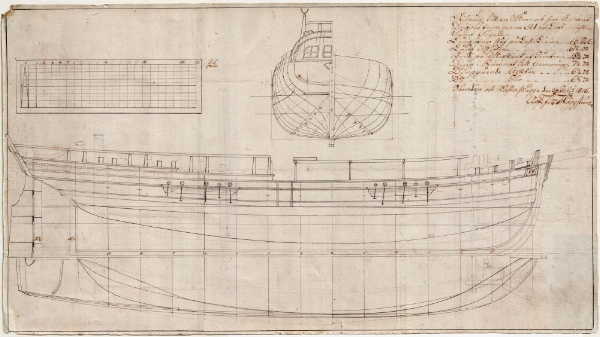
Stockholmshäxan eller Waterwitch.

Stockholmshäxan har varit den första propellerdrivna ångbåten som byggdes av Samuel Owen. Han utrustade en roslagsskuta med ångmaskin och en primitiv propeller, eller ”skruv” som han kallade den. Båten provkördes runt Lovön i Mälaren, där den kom att kallas ”Stockholmshäxan” eftersom öborna misstänkte svart magi. 
Men då propellern bara var till hälften nedsänkt i vattnet blev verkningsgraden låg, och Owen övergav skruvprincipen till förmån för skovelhjul.